# Orlando (producteur)
Pour les articles homonymes, voir Gigliotti et Orlando.
Bruno Gigliotti, dit Orlando, né le 29 juillet 1936 au Caire (Égypte), est un chanteur, réalisateur et acteur franco-italien. Il est le frère cadet et producteur de la chanteuse Dalida.

## Biographie
Bruno Gigliotti naît le 29 juillet 1936 au Caire (Égypte)[réf. nécessaire].
Il connaît une brève carrière d'acteur en Égypte en tournant dans deux films sous le pseudonyme de Bruno Mory. Il devient chanteur au début des années 1960, avec Mon amour disparu, une reprise de Runaway de Del Shannon (repris plus tard par Dave sous le titre de Vanina) et Derniers baisers, reprise de Sealed with a Kiss de Gary Geld et Peter Udell. Il enregistre cinquante chansons au total pour le label Bel Air et participe à une tournée avec Leny Escudero, Jacques Brel, Eddy Mitchell et Les Chaussettes noires.
Il s'occupe de la carrière de sa sœur, de 1965 jusqu'à la mort de celle-ci en 1987, prenant le pseudonyme d'Orlando, du nom de son frère aîné.
Eddie Barclay ayant, sur sa demande, mis fin à son contrat d'artiste mais l'engageant comme directeur artistique de Dalida, il devient alors son imprésario et son « grand-frère du show-biz ». Il est aussi éditeur, sous la bannière des « Éditions Bambino » (en hommage au premier succès de Dalida en 1956). Il s'agit du premier label indépendant du monde musical. Plusieurs succès internationaux suivent, pionniers dans leurs genres, comme le disco (J'attendrai) et le raï (Salma Ya Salama), ou faisant de Dalida la première artiste féminine à se produire dans un show au Palais des sports de Paris.
Il parvient à lancer la carrière de Shake jusqu'au début des années 1980, de la chanteuse belge Melody en 1989 (Y'a pas que les grands qui rêvent ; Chariot d'étoiles), de Guy Criaki, de Frédéric Château, de Les Vagabonds, de François Valéry ou encore de la chanteuse de dance Indra au début des années 1990 (Let's go crazy ; Misery ; Temptation, etc.).
En 1996, il découvre et lance la carrière d'Hélène Ségara, qu'il produit jusqu'en 2013 sous le label BG (comme Bruno Gigliotti).
Orlando travaille activement à la mémoire et la carrière posthume de sa sœur Dalida, morte le 3 mai 1987 et dont il est le légataire,.
Fin 2014, Universal sort un CD reprenant 27 titres qu'Orlando avait enregistrés dans les années 1960.
En 2015-2016, il est nouvellement sociétaire des Grosses Têtes, l'émission humoristique de RTL.
En 2023, un documentaire auquel il participe lui est consacré ainsi qu'à sa grande sœur, intitulé Dalida et Orlando: les âmes sœurs et est diffusé sur Arte.

## Liste des artistes produits par Orlando
- Dalida (1966-1987, légataire universel depuis)
- Shake (1974-1983)
- Pascal Sevran (1973-1975)
- François Valéry (1975-1977)
- Emust Emil (1976)
- Paul Vincent (1977)
- Bruno Guillain (1978-1980)
- Mimil (1979-1980)
- Self-service (1981-1983)
- Guy Criaki (1982-1984)
- Magdalena (1983-1984)
- Les Gnafrons (1984)
- Iona (1985)
- Chanaël (1986-1988)
- Lionel Kazan (1987)
- Mario Valentino (1988)
- Laurent Paris (1988)
- Les Vagabonds (1989-1991)
- Melody (1989-1993)
- Christophe Deromedi (1990)
- Alexandre Sterling (1990-1992)
- Lane Davies (1991)
- Alain Stephane (1991)
- Sacha Distel (1991-1992)
- Indra (1991-2009)
- Frédéric Château (1991-1993)
- Zap Chaker (1992)
- Marc Forel (1994)
- Hélène Ségara (1996-2013)
- Steady (1998-1999)
- Sarah Honn (2000-2001)
- Funk Buster (2002)
- Douglas (2002)
- Christophe Heraut (2003)
- Laura Pausini (2003)
- Umberto Tozzi (2004)
- Cérena (2004-2009)
- Estela Nunez (2005-2014)
- Nek (2010-2013)

## Discographie

### Albums studios (33 tours)
- 1961 : Fattouma
- 1962 : Orlando chante
- 1963 : Mon amour disparu
- 1964 : Orlando
- 1965 : N'avoue jamais

### Singles (45 tours)
- 1960 : Fattouma
- 1960 : Ya Mustapha
- 1960 : Itsy Bitsy petit bikini
- 1961 : Apache
- 1961 : La pachanga
- 1961 : Elle a des yeux d'ange
- 1962 : Mon amour disparu
- 1962 : Toi, ma madone
- 1962 : Le chemin de la joie
- 1963 : Quand le soleil était là
- 1963 : Derniers baisers
- 1963 : Tout ça pour le locomotion
- 1964 : Petit démon
- 1964 : T'embrasser, t'embrasser
- 1964 : Ce soir, je te perds
- 1965 : Quand tu reviendras
- 1965 : Tombe la neige
- 1965 : Western
- 1966 : In ginocchio da te

### Compilations
- 1963 : Vacances en chansons (multi-artistes, Elle a des yeux d'ange)
- 1963 : Surprise party en vacances (multi-artistes, Elle a des yeux d'ange)
- 1964 : Succès pour les jeunes (multi-artistes, Tout ça pour le locomotion)
- 1977 : Trésors des années 60 (multi-artistes, Ya Mustapha)
- 1995 : Original sixties: Volume II (multi-artistes, Tout ça pour le locomotion)
- 2005 : S.L.C: le temps des yéyés IV (multi-artistes, Elle a des yeux d'ange)
- 2012 : Yéyés : maxi 3 CD (multi-artistes, Derniers baisers)
- 2013 : Surprise party (multi-artistes, Elle a des yeux d'ange)
- 2014 : Orlando: le best-of
- 2015 : Les années yéyés (multi-artistes, Elle a des yeux d'ange, Mon amour disparu)
- 2016 : Le temps des copains (multi-artistes, Elle a des yeux d'ange)
- 2017 : Les covered (multi-artistes, De tout mon coeur)
- 2018 : Vive les années 60 (multi-artistes, Ramona)
- 2019 : Nos années 60 (multi-artistes, Elle a des yeux d'ange)
- 2020 : 1962 en musique (multi-artistes, Elle a des yeux d'ange)
- 2021 : Paris ville: le must (multi-artistes, Derniers baisers)
- 2022 : Salut les copains: les inédits (multi-artistes, C'est pas sérieux)
- 2023 : Les yéyés: volume III (multi-artistes, Elle a des yeux d'ange)

## Documentaire
- 2023: Dalida et Orlando: les âmes soeurs, réalisé par François Chaumont, diffusé sur Arte, le 23 juin 2023.

## Ouvrages
- Catherine Rihoit, avec Orlando, Dalida - Mon frère tu écriras mes Mémoires, Plon, 2022.
- 'Dalida', écrit avec Henry-Jean Servat. Flammarion, photos exclusivement en noir et blanc, 2003.
- 'Dalida, ciao, ciao, bambina', écrit avec Henry-Jean Servat. Flammarion, photos en couleurs, 2007.

## Décorations
- Chevalier de l'ordre des Arts et des Lettres (2011)[4]